# جيم مكاليستر
جيم مكاليستر (بالإنجليزية: Jim McAlister)‏ هو لاعب كرة قدم بريطاني في مركز الوسط، ولد في 2 نوفمبر 1985 في Rothesay ‏ في المملكة المتحدة. لعب مع نادي بلاكبول ونادي دندي ونادي غرينوك مورتون ونادي ليفينغستون وهاميلتون أكاديميكال.

## وصلات خارجية
- جيم مكاليستر على موقع قاعدة بيانات كرة القدم.إي يو (الإنجليزية)
- جيم مكاليستر على موقع Soccerbase.com (لاعب) (الإنجليزية)
- جيم مكاليستر على موقع Soccerway.com (الإنجليزية)